# Grand Prix-wegrace van Tsjecho-Slowakije 1975
De Grand Prix-wegrace van Tsjecho-Slowakije 1975 was de tiende race van het wereldkampioenschap wegrace-seizoen 1975. De race werd verreden op 24 augustus 1975 op de Masaryk-Ring nabij Brno. In deze race werden de wereldtitels in de 350- en de 500cc-klasse beslist.

## Algemeen
De Masaryk-Ring in Tsjecho-Slowakije was op last van de FIM flink gewijzigd. De gevaarlijke stukken door dorpen en de stad Brno waren eruit en het was veel veiliger. Vreemd was wel dat juist de nieuwe ingevoegde stukken asfalt zodanig vol met bulten en kuilen zaten dat de coureurs na de eerste trainingen controleerden of hun frames niet gebroken waren. Bovendien stonden er nog steeds vangrails langs de baan en verbood de organisatie zonder aanwijsbare redenen het gebruik van slicks. Door het gedwongen gebruik van regenbanden op de droge baan vlogen twee zijspancombinaties van de baan nadat het loopvlak van de achterband had losgelaten. Hoe ondeskundig en eigenwijs de organisatie was bleek uit het feit dat Tony Mills van Dunlop Tyres en Claude Cortignie van Michelin een gezamenlijke brief opstelden waarin ze alle verantwoordelijkheid voor deze beslissing afwezen. De races in Tsjecho-Slowakije bleven flink bezocht: naar schatting 265.000 toeschouwers waarvan 150.000 uit de DDR.

## 500 cc
Toen bleek dat de 500cc-race in Tsjecho-Slowakije over 17 ronden zou gaan brak er bij het team van Giacomo Agostini enige paniek uit toen men ontdekte dat men de tankinstallatie niet had meegenomen. Een tankstop zou nodig zijn. Jack Findlay stelde zijn installatie én zijn monteur Derek Boot ter beschikking van het fabrieksteam. Hier trainden de Suzuki's van Teuvo Länsivuori en Barry Sheene het snelste, Phil Read was derde en Agostini vierde. Read ging in de eerste ronde aan de leiding, maar Sheene haalde hem in om meteen daarna zijn Suzuki te parkeren. Länsivuori maakte jacht op Read, die om zijn laatste kleine kans op de wereldtitel vocht. Agostini bekeek het vanaf de derde plaats. Agostini ging in de tiende ronde tanken, maar Länsivuori reed zijn tank leeg, waardoor Ago vanzelf op de tweede plaats terechtkwam. Dat was genoeg om wereldkampioen te worden. Het was zijn vijftiende wereldtitel. Alex George werd ondanks een flinke schuiver toch nog derde.

### Uitslag 500 cc
| Pos | Coureur            | Merk          | Tijd            | Punten          |
| --- | ------------------ | ------------- | --------------- | --------------- |
| 1   | Phil Read          | MV Agusta     | 1h 04' 23" 9    | 15              |
| 2   | Giacomo Agostini   | Yamaha        | +1' 00" 4       | 12              |
| 3   | Alex George        | Yamaha        | +1' 52" 1       | 10              |
| 4   | Karl Auer          | Yamaha        | +2' 26" 1       | 8               |
| 5   | Olivier Chevallier | Yamaha        | +2' 37" 0       | 6               |
| 6   | Chas Mortimer      | Maxton-Yamaha | +3' 18" 6       | 5               |
| 7   | Marcel Ankoné      | Suzuki        | +3' 33" 7       | 4               |
| 8   | Hans Braumandl     | Yamaha        | +1 ronde        | 3               |
| 9   | Børge Nielsen      | Yamaha        | +1 ronde        | 2               |
| 10  | Anssi Resko        | Yamaha        | +2 ronden       | 1               |
| 11  | Charlie Dobson     | Yamaha        | +2 ronden       |                 |
| DNF | John Williams      | Yamaha        |                 |                 |
| DNF | Barry Sheene       | Suzuki        | versnellingsbak | versnellingsbak |
| DNF | Pentti Korhonen    | Yamaha        |                 |                 |
| DNF | Peter Baláž        | Yamaha        |                 |                 |
| DNF | Helmut Kassner     | Yamaha        |                 |                 |
| DNF | Ulrich Eickmeyer   | König         |                 |                 |
| DNF | Bohumil Staša      | Jawa          |                 |                 |
| DNF | Paolo Tordi        | Yamaha        |                 |                 |
| DNF | Teuvo Länsivuori   | Suzuki        | brandstof       |                 |
| DNF | Dick Alblas        | König         |                 |                 |
| DNF | Jack Findlay       | Yamaha        |                 |                 |
| DNF | Hans-Otto Butenuth | Yamaha        |                 |                 |
| DNF | Jean-Paul Boinet   | Yamaha        |                 |                 |
| DNF | Michael Schmid     | Rotax         |                 |                 |
| DNF | Horst Lahfeld      | König         |                 |                 |
| DNF | Piers Forrester    | Yamaha        |                 |                 |
| DNF | Philippe Coulon    | Yamaha        |                 |                 |

## 350 cc
Johnny Cecotto werd 350 cc-kampioen toen Giacomo Agostini in de vijfde ronde van de Grand Prix van Tsjecho-Slowakije uitviel. In de negende ronde viel Cecotto door een gebroken schakelpedaal ook uit, maar de titel was toen al zeker. De strijd om de eerste plaats ging tussen Otello Buscherini (Yamaha), Dieter Braun, Tom Herron, Olivier Chevallier en Patrick Pons. Uiteindelijk was Buscherini de snelste, gevolgd door Chevallier en Víctor Palomo, die in de laatste ronden nog een aantal mensen had ingehaald.

### Uitslag 350 cc
| Pos. | Coureur            | Merk            | Tijd            | Punten          |
| ---- | ------------------ | --------------- | --------------- | --------------- |
| 1    | Otello Buscherini  | Bimota-Yamaha   | 55' 04" 6       | 15              |
| 2    | Olivier Chevallier | Yamaha          | +2" 2           | 12              |
| 3    | Víctor Palomo      | SMAC-Yamaha     | +2" 9           | 10              |
| 4    | Tom Herron         | Yamaha          | +3" 7           | 8               |
| 5    | Patrick Pons       | Yamaha          | +4" 3           | 6               |
| 6    | Alex George        | Yamaha          | +27" 6          | 5               |
| 7    | Gérard Choukroun   | Yamaha          | +27" 9          | 4               |
| 8    | Tapio Virtanen     | Yamaha          | +40" 3          | 3               |
| 9    | Karl Auer          | Yamaha          | +44" 0          | 2               |
| 10   | Pentti Korhonen    | Yamaha          | +47" 1          | 1               |
| 11   | John Dodds         | Yamaha          |                 |                 |
| 12   | Philippe Bouzanne  | Yamaha          |                 |                 |
| 13   | Peter Baláž        | Yamaha          |                 |                 |
| 14   | Helmut Kassner     | Yamaha          |                 |                 |
| 15   | Marcel Ankoné      | Yamaha          |                 |                 |
| 16   | Michael Schmid     | Yamaha          |                 |                 |
| 17   | Janos Reisz        | Yamaha          |                 |                 |
| 18   | Charlie Dobson     | Yamaha          |                 |                 |
| 19   | Pavel Vašiček      | Yamaha          |                 |                 |
| 20   | Jiři David         | Jawa            |                 |                 |
| DNF  | Jean-Paul Boinet   | Yamaha          |                 |                 |
| DNF  | Philippe Coulon    | Yamaha          |                 |                 |
| DNF  | János Drapál       | Yamaha          |                 |                 |
| DNF  | Walter Villa       | Harley-Davidson |                 |                 |
| DNF  | Michel Rougerie    | Harley-Davidson |                 |                 |
| DNF  | Giacomo Agostini   | Yamaha          |                 |                 |
| DNF  | Dieter Braun       | Yamaha          |                 |                 |
| DNF  | Johnny Cecotto     | Yamaha          | versnellingsbak | versnellingsbak |

## 250 cc
MZ had de betrouwbaarheid van de machine van Tapio Virtanen verbeterd door het Nikasil-procedé van fabrikant Mahle toe te passen, waardoor de vastloopneigingen verdwenen leken. Virtanen trainde in Tsjecho-Slowakije het snelste met de ex-Boet van Dulmen machine. Bij de start vormde zich een kopgroep die bestond uit Michel Rougerie, Otello Buscherini, Dieter Braun en Tapio Virtanen. Cecotto was onderweg naar de kopgroep, maar stopte na drie ronden in de pit. Walter Villa kon geen rol van betekenis spelen: zijn Harley-Davidson sloeg pas aan toen de kop van het veld bijna een ronde voltooid had. De race werd gewonnen door Rougerie, Buscherini werd tweede en Braun werd derde.

### Uitslag 250 cc
| Pos. | Coureur           | Merk            | Tijd      | Punten |
| ---- | ----------------- | --------------- | --------- | ------ |
| 1    | Michel Rougerie   | Harley-Davidson | 47' 19" 9 | 15     |
| 2    | Otello Buscherini | Yamaha          | +18" 2    | 12     |
| 3    | Dieter Braun      | Yamaha          | +34" 0    | 10     |
| 4    | Leif Gustafsson   | Yamaha          | +36" 2    | 8      |
| 5    | Patrick Pons      | Yamaha          | +38" 1    | 6      |
| 6    | Tapio Virtanen    | MZ              | +49" 0    | 5      |
| 7    | John Dodds        | Yamaha          | +49" 9    | 4      |
| 8    | Chas Mortimer     | Maxton-Yamaha   | +50" 9    | 3      |
| 9    | Bruno Kneubühler  | Yamaha          | +51" 9    | 2      |
| 10   | Harald Bartol     | Yamaha          | +53" 4    | 1      |
| 11   | Tom Herron        | Yamaha          |           |        |
| 12   | Giovanni Proni    | Yamaha          |           |        |
| 13   | Walter Villa      | Harley-Davidson |           |        |
| 14   | Hans Müller       | Yamaha          |           |        |
| 15   | Itsvan Holman     | Yamaha          |           |        |
| 16   | Bohumil Staša     | Jawa            |           |        |
| 17   | Paolo Tordi       | Yamaha          |           |        |
| 18   | Jaroslav Franc    | Jawa            |           |        |
| 19   | Janos Reisz       | Yamaha          |           |        |
| 20   | Heinz Kittler     | Yamaha          |           |        |
| 21   | Vladimir Jarolin  | Jawa            |           |        |
| 22   | Jan Novotny       | Jawa            |           |        |
| 23   | Karel Chaloupka   | Jawa            |           |        |
| 24   | Pentti Korhonen   | Yamaha          |           |        |
| DNF  | Johnny Cecotto    | Yamaha          |           |        |
| DNF  | Gérard Choukroun  | Yamaha          |           |        |

## 125 cc
Paolo Pileri moest het in Tsjecho-Slowakije zonder zijn teamgenoot Pier Paolo Bianchi doen. Die was na een val in een nationale race in Pesaro in het ziekenhuis opgenomen. Pileri had na enkele ronden al tien seconden voorsprong op Henk van Kessel, die voor Kent Andersson reed. Pileri viel echter waardoor van Kessel op kop kwam, maar die moest met koppelingsproblemen in de pit stoppen. Kent Andersson was echter ook gepasseerd door Leif Gustafsson die zijn eerste Grand Prix won. Andersson werd tweede en Eugenio Lazzarini werd derde nadat hij Bruno Kneubühler achter zich had gelaten.

### Uitslag 125 cc
| Pos. | Coureur            | Merk       | Tijd      | Punten |
| ---- | ------------------ | ---------- | --------- | ------ |
| 1    | Leif Gustafsson    | Yamaha     | 50' 14" 3 | 15     |
| 2    | Kent Andersson     | Yamaha     | +0" 4     | 12     |
| 3    | Eugenio Lazzarini  | Piovaticci | +16" 3    | 10     |
| 4    | Bruno Kneubühler   | Yamaha     | +36" 6    | 8      |
| 5    | Harald Bartol      | Suzuki     | +1' 00" 1 | 6      |
| 6    | Johann Zemsauer    | Rotax      | +1' 35" 3 | 5      |
| 7    | Hans Müller        | Yamaha     | +2' 44" 8 | 4      |
| 8    | Peter Frohnmeyer   | Maico      | +3' 16" 4 | 3      |
| 9    | Matti Kinnunen     | Maico      | +3' 18" 2 | 2      |
| 10   | Zbyněk Havrda      | AHRA       | +1 ronde  | 1      |
| 11   | Cees van Dongen    | Yamaha     | +1 ronde  |        |
| 12   | Otto Krmiček       | Tatran     | +1 ronde  |        |
| 13   | Bohuslav Vaňous    | VAB        | +1 ronde  |        |
| 14   | Karim Hrušecky     | MZ         | +1 ronde  |        |
| 15   | Oldřich Kába       | Jawa       | +1 ronde  |        |
| 16   | Boris Bajc         | Maico      | +1 ronde  |        |
| 17   | Rudolf Klement     | MZ         | +1 ronde  |        |
| DNF  | Paolo Pileri       | Morbidelli | val       |        |
| DNF  | Henk van Kessel    | Condor     | koppeling |        |
| DNF  | Hans-Jürgen Hummel | Yamaha     |           |        |
| DNF  | Pentti Salonen     | Yamaha     |           |        |

## Zijspanklasse
Ondanks het verbod op slicks dat de organisatie van de Grand Prix van Tsjecho-Slowakije had uitgevaardigd, won Werner Schwärzel deze race met een opgesneden slick. Enkele andere rijders wezen daar weliswaar op, maar dienden geen protest in. Ze begrepen waarschijnlijk dat Schwärzel de enige was geweest die nog enigszins veilig over de baan was gegaan. De combinaties van Angelo Pantellini/Freddo Mazzoni en Gustav Pape/Franz Kallenberg waren bijna verongelukt toen het loopvlak van hun profielbanden was gelopen door de hitte. Siegfried Schauzu/Wolfgang Kalauch reden op de tweede plaats met de ARO-Fath, die nu in een door Hermann Schmid gebouwd frame zat. Ze vielen echter uit door een defecte versnellingsbak. Rolf Steinhausen werd in Tsjecho-Slowakije tweede en de combinatie Herbert Haller/Siegfried Neumann eindigde met hun König als derde.

### Uitslag zijspanklasse
| Pos | Coureur           | Bakkenist                 | Merk          | Tijd            | Punten          |
| --- | ----------------- | ------------------------- | ------------- | --------------- | --------------- |
| 1   | Werner Schwärzel  | Andreas Huber             | König         | 45' 51" 7       | 15              |
| 2   | Rolf Steinhausen  | Josef Huber               | Busch-König   | +59" 7          | 12              |
| 3   | Herbert Haller    | Siegfried Neumann         | König         | +1' 57" 4       | 10              |
| 4   | Walter Ohrmann    | Bernd Grube               | Yamaha        | +3' 01" 0       | 8               |
| 5   | Gilbert Aymé      | Patrick Loiseau           | König         | +3' 02" 7       | 6               |
| 6   | Hermann Schmid    | Martial Jean-Petit-Matile | Schmid-Yamaha | +3' 33" 6       | 5               |
| 7   | Dennis Keen       | Roy Keen                  | Keen-König    | +3' 35" 0       | 4               |
| 8   | Amedeo Zini       | Andrea Fornaro            | König         | +3' 59" 4       | 3               |
| 9   | Ted Janssen       | Erich Schmitz             | Yamaha        | +4' 02" 8       | 2               |
| 10  | Egon Schons       | Karl Lauterbach           | BMW           | +1 ronde        | 1               |
| DNF | Angelo Pantellini | Freddo Mazzoni            | König         |                 |                 |
| DNF | Gustav Pape       | Franz Kallenberg          | König         |                 |                 |
| DNF | Siegfried Schauzu | Wolfgang Kalauch          | ARO-Fath      | versnellingsbak | versnellingsbak |

1928 · 1929 · 1950 · 1951 · 1952 · 1954 · 1955 · 1956 · 1957 · 1958 · 1959 · 1960 · 1961 · 1962 · 1963 · 1964 · 1965 · 1966 · 1967 · 1968 · 1969 · 1970 · 1971 · 1972 · 1973 · 1974 · 1975 · 1976 · 1977 · 1978 · 1979 · 1980 · 1981 · 1982 · 1983 · 1984 · 1985 · 1986 · 1987 · 1988 · 1989 · 1990 · 1991